# FC Juventus București
El Fotbal Club Juventus București es un club de fútbol rumano de la capital Bucarest, fundado en 1992. El equipo disputa sus partidos como local en el Stadionul Juventus Colentina y juega en la Liga II.

## Historia
El equipo es descendiente del FC Juventus București, un club que estuvo en activo desde 1924 a 1952 y que consiguió ganar un campeonato de Liga I en 1930 luego de cambiar a FC Petrolul Ploiesti. Sin embargo el club solo mantiene relación por su nombre, ya que los logros del anterior equipo no los comparte el actual.

## Palmarés
- Liga II (1): 2016-17
- Liga III (1): 2009–10

- Subcampeón (4): 1998–99, 2001–02, 2006–07, 2007–08